# Lai Thủy
Lai Thủy (chữ Hán giản thể: 涞水县, âm Hán Việt: Lai Thủy huyện) là một huyện thuộc địa cấp thị Bảo Định, tỉnh Hà Bắc, Cộng hòa Nhân dân Trung Hoa. Huyện này có diện tích 1666 ki-lô-mét vuông, dân số 340.000 người. Mã số bưu chính là 074100. Chính quyền huyện đóng ở trấn Lai Thủy. Về mặt hành chính, huyện Ngụy được chia thành 7 trấn, 7 hương và 1 hương dân tộc. 
- Trấn: Lai Thủy, Nghĩa An, Thạch Đình, Triệu Các Trang, Vĩnh Dương, Tam Pha, Cửu Long.
- Hương: Long Môn Khẩu, Kỳ Trung Khẩu, Tống Các Trang, Hồ Gia Trang, Minh Nghĩa, Vương Thôn, Đông Văn Sơn.
- Hương dân tộc Mãn Lâu.